# Arizona Rancho
L'Arizona Rancho est un ancien hôtel américain à Holbrook, dans le comté de Navajo, en Arizona. Construit entre 1881 et 1883, il présente des marqueurs de l'architecture Pueblo Revival du fait de modifications apportées dans les années 1930. Il est inscrit au Registre national des lieux historiques depuis le 17 octobre 1997.